# Kehra
Kehra è una città dell'Estonia settentrionale, nella contea di Harjumaa, capoluogo del comune rurale di Anija.